# Radosa
Radosa là một chi bướm đêm thuộc họ Erebidae.